# Garnityr
För andra betydelser, se Garnityr (olika betydelser).
Garnityr, av franska garniture, som betyder ’tillbehör’, ’prydnad’ är inom konsthantverk en av flera delar med gemensam form och dekor sammansatt helhet. Det kan vara en möbelgrupp eller en uppsättning smycken. Enhetligt utformade möbelgrupper uppstod i början av 1800-talet då sittgruppen kom på modet. Inom dräktterminologin är garnityret antingen en uppsättning lösa föremål som hör samman med dräkten, till exempel smycken, knappar och liknande, eller dräktdetaljer som i sig hör ihop, till exempel en uppsättning underkläder.

## Bildgalleri

Skålgarnityr.
Garnityr i guld bestående av en brosch, två hårnålar samt ett par större och ett par mindre örhängen.